# Mariano (cantor)
Ricardo Mariano Bijos Gomes, mais conhecido como Mariano (Campo Grande, 15 de outubro de 1986), é um cantor, compositor, multi-instrumentista, dançarino e modelo brasileiro, primeira voz da dupla sertaneja Munhoz & Mariano. O cantor ficou famoso pela música Camaro Amarelo lançada juntamente com sua dupla Munhoz .

## Biografia e carreira
Ricardo Mariano Bijos Gomes, filho de Valentina Aparecida Mariano Bijos Gomes e Rui Bijos Gomes, que na época conhecido como "Toiço", começou trabalhando na marmitaria de sua mãe, além de estudar zootecnia. No mundo da música, começou cantando por brincadeira, ao ser chamado por seu amigo Munhoz, na época conhecido como "Frango", para ajudar uma dupla sertaneja da sua cidade, Campo Grande. Com o tempo, os dois amigos "Toiço" e "Frango" decidiram formar sua própria dupla, Mariano como primeira voz e Munhoz como segunda voz. A dupla começou se apresentando em postos de gasolina e casas de shows, com salários que variavam de 150 a 350 reais por show, ou apenas 6 latinhas de cervejas
Após a mudança de nome para Munhoz & Mariano (antes se apresentavam como Ricardo & Raphael), a dupla foi chamada em 2011 para participar do Garagem do Faustão, quadro do programa Domingão do Faustão, e acabou conquistando o primeiro lugar com 35% dos votos, com a música "Sonho Bom".
Após a vitória no programa Domingão do Faustão, a dupla emplacou diversos hits como "Eu Vou Pegar Você e Tãe", "Camaro Amarelo", "Balada Louca", "A Bela e o Fera", "Pantera Cor de Rosa" e "Copo na Mão", todas com um ritmo mais festivo do que a romântica "Sonho Bom".
Após a superexposição dos singles "Camaro Amarelo" e "Eu Vou Pegar Você e Tãe" em 2012, Mariano acabou ficando famoso por promover uma dança cheia de rebolados como parte da coreografia das músicas. A ideia de investir em coreografias sensuais foi incentivada inicialmente por sua mãe, dona Valentina, que segundo ele teria dito "vocês têm que usar o sexo, mexer com a mulherada".
Ainda em 2012, Mariano foi convidado a participar de um ensaio fotográfico feito por Fernando Torquatto, em uma homenagem feita à famosa campanha da Versace, de 1993, fotografada por Richard Avedon. Mariano fotografou ao lado de uma modelo que tapa estrategicamente suas partes íntimas.
Em 2016, Mariano participou da terceira temporada do Saltibum, que foi então um quadro exibido no Caldeirão do Huck. Mariano acabou desistindo da competição por ter se lesionado.
Em março de 2020, Mariano se tornou um dos comentaristas da primeira temporada do reality show Soltos em Floripa, da Amazon Prime Video, ao lado de Pabllo Vittar, Felipe Titto, MC Carol, John Drops e Bianca Andrade. Em 8 de setembro do mesmo ano, Mariano foi confirmado como um dos vinte participantes da décima segunda temporada do reality show A Fazenda da RecordTV, sendo o décimo terceiro eliminado da competição em uma roça contra Jojo Todynho e Lipe Ribeiro com 24,91% dos votos para ficar.
Em 2021, Mariano se tornou um dos 100 jurados do talent show Canta Comigo, na RecordTV.

## Acidente
No dia 18 de dezembro de 2016, Mariano sofreu um acidente no treinamento para o quadro Saltibum, do programa Caldeirão do Huck, da Rede Globo, onde bateu com a cabeça, e na manhã de 26 de outubro de 2016, foi confirmado que o cantor teve um tumor benigno no cérebro e rompeu o cisto da cabeça, onde ele de tempos em tempos teve que fazer novos exames. O cantor foi liberado da UTI sem data prevista a voltar aos palcos e fazer shows com seu principal parceiro Munhoz.

## Vida pessoal
Mariano namorou por quase dois anos a ex-bailarina do Domingão do Faustão, Carla Prata, de quem se separou em fevereiro de 2020. De acordo com a colunista Fábia Oliveira, do jornal O Dia, o motivo seria porque o cantor achava cedo para oficializar a união dos dois. Mariano também já se relacionou com a jornalista Nadja Haddad e com a modelo Dany Bananinha.
No dia 30 de março de 2020, Mariano foi diagnosticado com COVID-19. No entanto, ele declarou em seu perfil no Instagram não ter tido nenhum sintoma da doença. Após ficar 22 dias de quarentena e ser curado, Mariano foi o primeiro a doar plasma no Mato Grosso do Sul para pesquisa sobre tratamento da COVID-19.
Em setembro de 2020, iniciou um relacionamento com a Miss Brasil Jakelyne Oliveira, dentro do reality show A Fazenda. Em janeiro de 2023, o casal passou a morar junto.

## Discografia

### Ao lado de Munhoz
- Munhoz & Mariano - 2009 (CD)
- Ao Vivo em Campo Grande - 2011 (CD e DVD)
- Ao Vivo em Campo Grande Vol II - 2012 (CD e DVD)
- Nunca Desista - Ao Vivo no Estádio Prudentão - 2014 (CD e DVD)
- Violada dos Munhoiz - 2017 (CD)
- #MeM10Anos - 2018 (EP)
- Buteco - 2019 (EP)
- Garagem - 2019 (EP)
- No Lago - 2019 (EP)
- 15 Anos de História - 2022  (DVD )

## Filmografia

### Televisão
| Ano  | Título             | Papel/função                                | Emissora   | Notas                         |
| ---- | ------------------ | ------------------------------------------- | ---------- | ----------------------------- |
| 2011 | Garagem do Faustão | Participante (com a dupla Munhoz & Mariano) | Rede Globo | Quadro do Domingão do Faustão |
| 2016 | Saltibum           | Participante                                | Rede Globo | Temporada 3                   |
| 2019 | Bancando o Chef    | Participante (com Carla Prata)              | RecordTV   | Temporada 2                   |
| 2020 | A Fazenda          | Participante (8º lugar)                     | RecordTV   | Temporada 12                  |
| 2021 | Canta Comigo       | Jurado                                      | RecordTV   | Temporada 3                   |

### Internet
| Ano  | Título            | Papel/função | Serviço de streaming | Notas       |
| ---- | ----------------- | ------------ | -------------------- | ----------- |
| 2020 | Soltos em Floripa | Comentarista | Amazon Prime Video   | Temporada 1 |